# Erondy Silvério
Erondy Silvério (Guarapuava, 1º de março de 1923 - 25 de setembro de 2005) foi um economista, empresário e político brasileiro.
Formado em economia, foi diretor do DETRAN no Paraná e elegeu-se vereador em Curitiba, assumindo por três mandatos. Foi deputado estadual, exercendo o cargo de 1º secretário e presidente da Assembleia Legislativa do Estado do Paraná. Assumiu também a prefeitura de Curitiba em três momentos, em 1961, 1962 e em 1966, totalizando dezesseis meses como prefeito.
Faleceu aos 82 anos, em decorrência de traumatismo craniano provocado por uma queda em sua casa. Foi cremado em Campina Grande do Sul.